# Liladownsia fraile
El chapulín catrín, chapulín de capucho o chapulín de Lila Downs (Liladownsia fraile) es una especie de insecto ortóptero de la familia de los acrídidos (Acrididae), de la tribu Dactylotini y el nuevo género Liladownsia. Se descubrió en mayo de 2014 en la cordillera de la Sierra Madre del Sur, Oaxaca, México, por los entomólogos estadounidenses de la Universidad de Florida Central (University of Central Florida (UCF), por sus siglas en inglés) Derek A. Woller, Paolo Fontana, Ricardo Mariño-Pérez, y Hojun Song.
Fue bautizada científicamente en honor a la cantante y activista mexicana Ana Lila Downs Sánchez (Lila Downs) como reconocimiento, no solo a sus esfuerzos por preservar la cultura indígena, y a que este chapulín muestra un gran aposematismo para advertir de su toxicidad a las aves, que sirvió también para hacer tributo a la vestimenta originaria y colorida que es parte de las presentaciones de la cantante, sino que además estos especímenes fueron hallados en la misma región donde había nacido Lila Downs y Paolo Fontana se dijo "muy fan" de la cantante.
Se halla principalmente en los bosques de pinos y encinos de la Sierra Madre del Sur, Oaxaca, México.
Está considerado en peligro de extinción por la Unión Internacional para la Conservación de la Naturaleza (en inglés: International Union for Conservation of Nature) o UICN.